# Александър Самедов
Александър Самедов (на азербайджански: Aleksandr Səmədov) е руски футболист, играещ като десен полузащитник за Спартак (Москва). Има 53 мача и 7 гола за руския национален отбор.

## Клубна кариера
Дебютира в професионалния футбол в Спартак (Москва). Според тогавашния президент на отбора Андрей Червиченко по това време Самедов е най-обещаващият талант в тима. Първия си мач записва през 2002 г., а с идването на Невио Скала на треньорския пост става един от основните футболисти на „червено-белите“. При Александър Старков на десния фланг вместо Самедов играят Александър Павленко и Максим Калиниченко, а през 2005 г. след като Спартак привлича Владимир Бистров Самедов напуска отбора.
През лятото на 2005 г. преминава в Локомотив (Москва). За 3 сезона обаче изиграва само 49 мача, като не успява да измести Марат Измайлов от титулярното място. През юли 2008 г. става част от ФК Москва. Самедов се превръща в ключов футболист за „гражданите“ и през 2009 г. попада в списък „33 най-добри“ и играе в Купата на УЕФА.
През 2010 г. преминава в Динамо (Москва). През сезон 2011/12 помага на тима да достигне до 4-то място в Премиер лигата, като записва 43 мача и вкарва в тях 6 попадения. През 2012 г. се завръща в Локомотив (Москва).

## Национален отбор
Дебютира за руския национален отбор на 7 отктомври 2011 г. в мач със Словакия. Не попада в състава за Евро 2012, тъй като Дик Адвокаат не намира Самедов за подходящ в неговата схема на игра. При Фабио Капело Самедов става титулярен футболист на националния отбор и на Мондиал 2014 участва и в трите мача на „Сборная“ от групите. През 2016 г. е част от тима на европейското първенство, като влиза като резерва в двубоя с Уелс.
На Мондиал 2018 е титуляр във всички 5 мача на Русия и помага на тима да достигне 1/4-финал. След поражението от Хърватия в 1/4-финалите слага край на кариерата си в националния отбор.

## Успехи

### Клубни
- Шампион на Русия – 2016/17
- Купа на Русия – 2002/03, 2006/07, 2014/15, 2016/2017
- Суперкупа на Русия – 2017

### Индивидуални
- Списък „33 най-добри“ – 2009 (№ 3), 2011/12 (№ 1), 2013/14 (№ 2), 2015/16 (№ 3), 2016/17 (№ 3)